# 热裂解

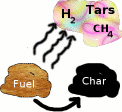
燃料（原物料）在熱裂解之後，會形成炭、裂解氣體與焦油。

热裂解（pyrolysis）又称热解、热裂、高温裂解，指有机物质於惰性气體下（inert atmosphere，常为几近无氧状态）的高温分解。此反应涉及了化学成分和物理相态的同时变化，且为不可逆反應。热裂解另一术语为脱挥发分（devolatilization）或去揮發作用，简称“脱挥”。
热解与干馏及烷烃的裂化反应有相似之处，同属于熱分解反應；但由於細部的差異與專門用途的不同，因此有不同的稱呼，如干馏、破坏蒸馏，和裂化反应。如果热解的温度再升高，则会发生碳化反應，所有的反应物都会转变为碳。
热解与燃烧和水解等其他工艺不同之处在于它通常不涉及与氧、水或任何其它试剂的反应 ，但是在实作上，不一定會在完全无氧的环境下進行熱裂解反應，因为任何热解系统中都存在一些空氣（含有氧），因此會发生少量的氧化反應。此外，若着火时（如:火災）氧气供应较少，便會發生類似热解的反应，这也是目前研究热解反应机理和性质的重要原因。

## 類型
热解可分为以下几种主要类型：
- 无水热解：在古代时无水热解用于将木材转化为木炭，现在可用该法从生物质能或塑料制取液体燃料。[5]
- 含水热解（英语：Hydrous pyrolysis）：如油的蒸汽裂化（steam cracking）及由有机废料的熱解聚合（英语：Thermal depolymerization）反應制取轻质原油。
- 真空热解：用于有机合成。
- 甲烷热解：将甲烷直接转化为氢燃料和可分离的固体碳，有时使用熔融金属催化剂。
- 热解聚：将塑料和其他聚合物分解成单体和低聚物。

## 應用
熱裂解工艺被大量使用在化学工业中，熱裂解反应可用于合成化工产品，比如二氯乙烷熱裂解可生成氯乙烯（VCM）。此外，也可用于将生物质能或废料转化为低害或可以利用的物质，例如用此法来制取合成气、碳煙、木醋液或生質柴油等生質燃料（生物能源）。
熱裂解也用于製造纳米颗粒，氧化锆，和氧化物利用超声波喷嘴的超声喷雾熱裂解工艺（USP）。
熱裂解亦可運用於分析化学，以分析复杂化合物的结构，例如熱裂解气相色谱-质谱法和放射性碳定年法。事实上，许多重要的化学物质，例如磷和硫酸，最初是由该方法获得的。